# Ramouzens
Ramouzens é uma comuna francesa na região administrativa de Occitânia, no departamento de Gers. Estende-se por uma área de 16,67 km². Em 2010 a comuna tinha 171 habitantes (densidade: 10,3 hab./km²).